# Anja Baumhoff
Anja Baumhoff (* 1958) ist eine deutsche Hochschullehrerin für Kunst- und Designwissenschaft mit dem Schwerpunkt Geschichte der Weimarer Republik und der Moderne. Sie ist seit 2013 Professorin an der Hochschule Hannover.

## Beruflicher Werdegang
Anja Baumhoff studierte Germanistik, Politische Wissenschaften und Ethnologie an der Albert-Ludwigs-Universität Freiburg und schloss mit einem Magister ab. 1986–88 studierte sie deutsche Geschichte an der Johns Hopkins University in Baltimore, USA. 1995 promovierte sie dort im Fach Sozialgeschichte.
1990 bis 1992 war sie an der Berliner Hochschule für Technik tätig. 1992 bis 1993 arbeitete sie als wissenschaftliche Mitarbeiterin im Fachbereich Geschichte an der Technischen Universität Berlin bei Karin Hausen und Reinhard Rürup. Von 1994 bis 1999 war sie als Assistentin für Theorie und Geschichte des Designs an der Bauhaus-Universität Weimar tätig. 2000 fungierte sie als stellvertretende Leiterin des Centre of Interdisciplinary Gender Studies der Universität der Künste Berlin. Ab 2001 war sie Gastdozentin an der Zürcher Hochschule der Künste, der Bergischen Universität Wuppertal und der Brandenburgischen Technischen Universität Cottbus-Senftenberg. 2002 übernahm sie die Lehrstuhlvertretung von Hermann Sturm an der Universität Essen. 2003 bis 2013 war sie Lecturer in History of Art and Design an der Loughborough University in England. Seit 2013 ist sie Professorin an der Hochschule Hannover.
Baumhoff ist Gründungsmitglied der Deutschen Gesellschaft für Designtheorie und -forschung (DGTF). Sie war stellvertretende Vorsitzende des Designerinnen Forums und ist Mitglied des Feministischen Archivs (FFBIZ). Sie ist Alumna der Studienstiftung des deutschen Volkes, der Fulbright Stiftung und der Heinrich-Böll-Stiftung. Von 1994 bis 2003 war sie Mitherausgeberin der Zeitschrift Frauen/Kunst/Wissenschaft aus dem Jonas Verlag in Marburg.

## Publikationen (Auswahl)
- Mythos Bauhaus: Zwischen Selbsterfindung und Enthistorisierung. Herausgabe zusammen mit Magdalena Droste. Reimer Verlag, Berlin 2009, ISBN 978-3-496-01399-0.
- Frauen / Kunst / Wissenschaft. Mitherausgeberin von  1994 bis 2003. Jonas Verlag, Marburg.
- The Gendered World of the Bauhaus. The Politics of Power at the Weimar Republic's Premier Art Institute, 1919–1931. Peter Lang, Frankfurt/Berlin/New York 2001, ISBN 3-631-37945-5.
- Bauhaus. In: Hagen Schulze, Étienne François (Hrsg.): Deutsche Erinnerungsorte. Studien zur historischen Philosophie von Pierre Nora. C. H. Beck, München 2001, ISBN 3-406-47223-0, S. 584–600.
- Verbal Representations. In: Christina M. Anderson, Claire O’Mahony (Hrsg.): History of Furniture. Band 6, Bloomsbury Publications, London 2018, ISBN 978-1-4725-7789-4.
- Ambitions, Anxieties and Attainments: Paul Klee and the Bauhaus. In: Paul Klee. Making Visible. Exhibition Tate Modern. London 2013, ISBN 978-1-84976-035-5, S. 67–75.